# Shirokuma
Shirokuma (jap. 白熊 lub しろくま, dosłownie niedźwiedź polarny) – japoński deser składający się z kruszonego lodu i mleka skondensowanego, a także dodatków, takich jak owoce, fasola adzuki, galaretka itp.; odmiana kakigōri. 

## Historia
Danie powstało około lat 30. XX wieku w Kagoshimie. Pierwotnie do jego stworzenia użyto jedynie lodu i mleka skondensowanego. Później dodawano do dania także miód, lecz wówczas twórca uznał ów deser za zbyt słodki. Jakiś czas później zaczęto przyrządzać shirokumę składającą się z kruszonego lodu i słodzonego mleka skondensowanego, który odtąd jest głównym składnikiem tego dania. W 1947 deser wyewoluował, zaczęto bowiem dodawać do niego pocięte owoce i fasolę adzuki. 

Przykładowe shirokumy
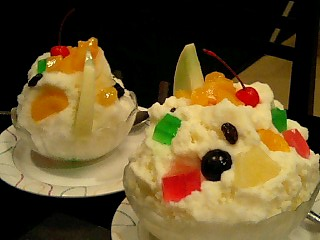
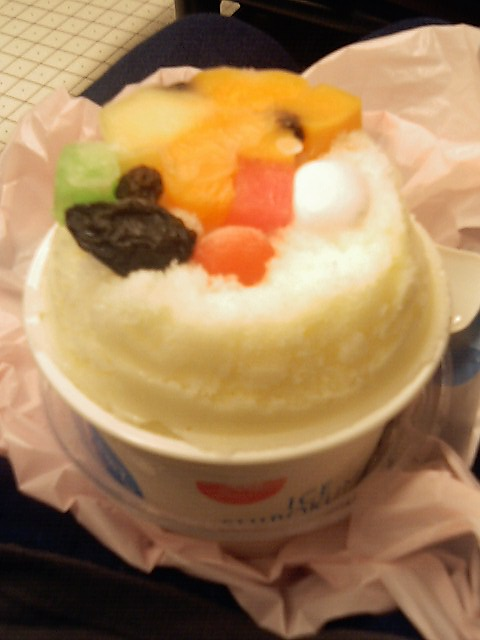
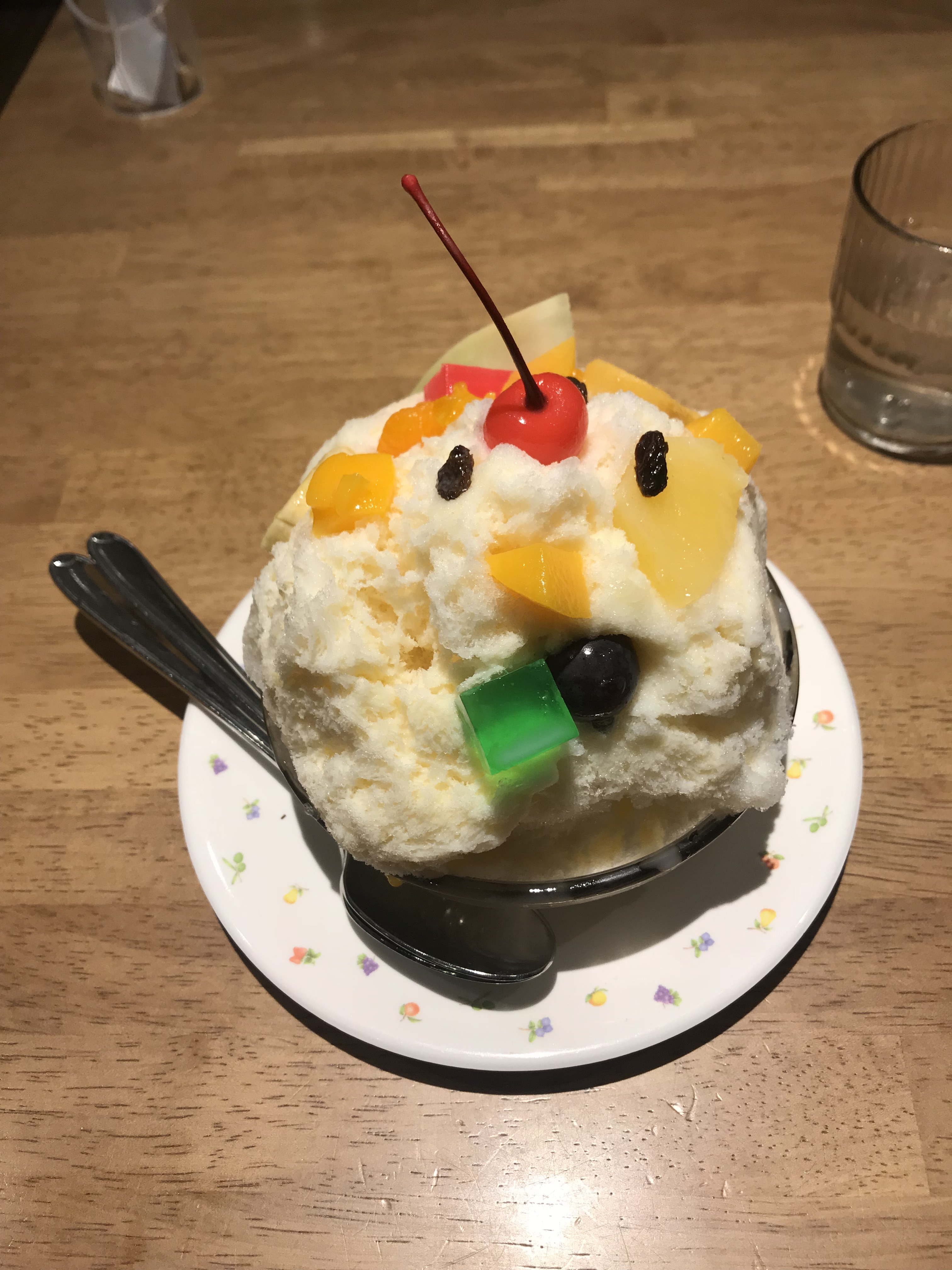
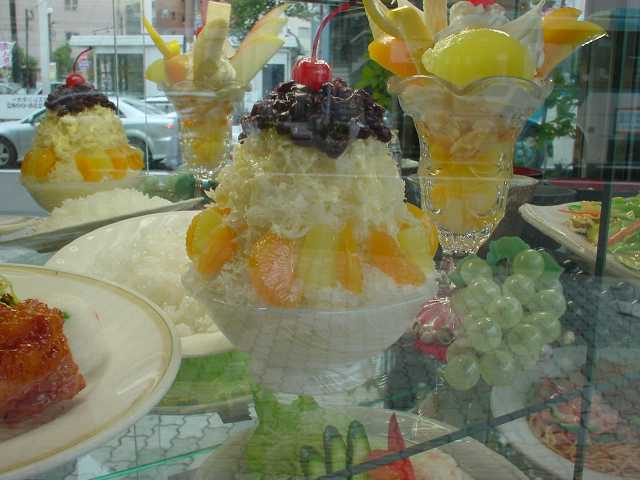